# Adelbert Brownlow-Cust, 3. Earl Brownlow
Adelbert Wellington Brownlow-Cust, 3. Earl Brownlow GCVO PC DL JP (* 19. August 1844 in der Lowndes Street, London; † 17. März 1921 in Belton House, Grantham, Lincolnshire) war ein britischer Peer und Politiker der Conservative Party. Er war von 1866 bis 1867 Mitglied des House of Commons und ab 1867 Mitglied des House of Lords sowie von 1887 bis 1889 Paymaster General.

## Leben

### Familiäre Herkunft, Offizier und Unterhausabgeordneter
Cust war der zweite Sohn von John Hume Egerton, Viscount Alford, der von 1835 bis 1851 Abgeordneter des Unterhauses war, sowie von dessen Ehefrau Marianne Margaret Compton. Sein Großvater war John Cust, der von 1802 bis 1807 ebenfalls Mitglied des House of Commons war und 1807 zunächst den Titel als 2. Baron Brownlow erbte und dadurch Mitglied des Oberhauses wurde sowie 1815 zum Earl Brownlow erhoben wurde. Sein Großvater mütterlicherseits war Spencer Compton, 2. Marquess of Northampton, der zwischen 1812 und 1820 Abgeordneter des Unterhauses war sowie die Ämter als Präsident der Royal Society und der Geological Society of London bekleidete.
Er selbst trat nach dem Besuch des renommierten Eton College 1863 als Lieutenant der 1st Foot Guards in die British Army ein.
Am 17. August 1866 wurde Cust als Kandidat der Conservative Party im Wahlkreis North Shropshire zum Mitglied des House of Commons gewählt.

### Oberhausmitglied und Lord Lieutenant von Lincolnshire

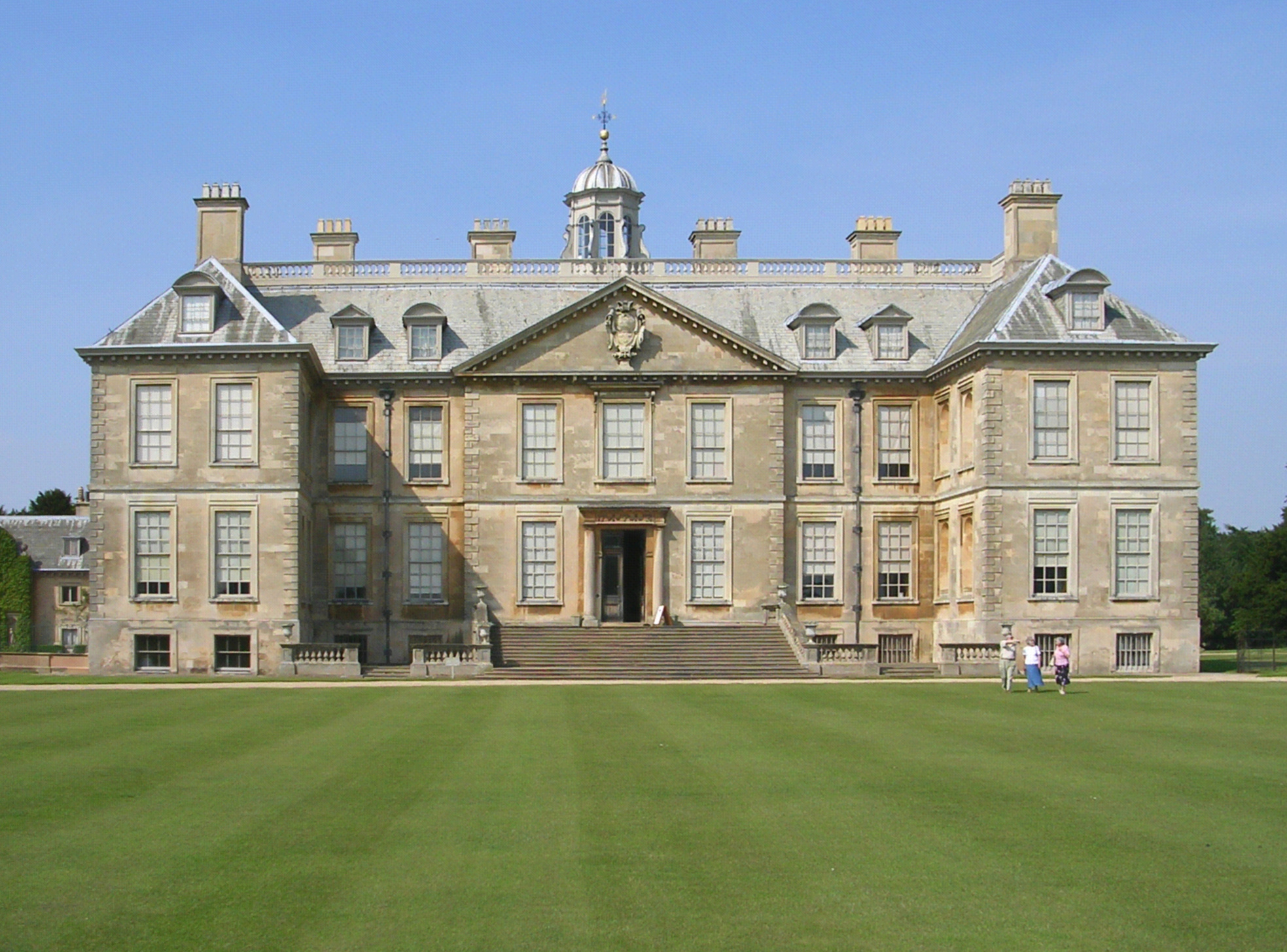
Mit dem Erbe des Titels als Earl Brownlow wurde er Eigentümer des Familienstammsitzes Belton House

Allerdings erbte er bereits im kommenden Jahr beim Tod seines älteren Bruders John Egerton-Cust, 2. Earl of Brownlow am 20. Februar 1867 dessen Adelstitel als 3. Earl Brownlow, 3. Viscount Alford, 4. Baron Brownlow und 7. Baronet, of Stamford. Er wurde dadurch auf Lebenszeit Mitglied des House of Lords und schied dazu aus dem House of Commons aus.
Wenige Monate später wurde er Nachfolger des am 6. September 1867 verstorbenen Gilbert Heathcote, 1. Baron Aveland als Lord Lieutenant von Lincolnshire und war in dieser Funktion bis zu seinem Tod Vertreter des jeweiligen britischen Monarchen in dieser Grafschaft. Sein Nachfolger wurde daraufhin Charles Pelham, 4. Earl of Yarborough. 1872 fungierte er darüber hinaus als Kommissar für kirchliche Angelegenheiten der Church of England (Ecclesiastical Commissioner).

### Paymaster General und Unterstaatssekretär
Sein erstes Regierungsamt übernahm Earl Brownlow in der Regierung von Premierminister Robert Gascoyne-Cecil, 3. Marquess of Salisbury, in der er zwischen dem 23. Juni 1885 und dem 1. Februar 1886 Parlamentarischer Sekretär im Ministerium für Kommunalverwaltung (Parliamentary Secretary to the Local Government Board) war.
1887 wurde er von Premierminister Salisbury im Rahmen einer Regierungsumbildung als Nachfolger von Frederick Lygon, 6. Earl Beauchamp zum Generalzahlmeister (Paymaster General) ernannt und zugleich zum Mitglied des Privy Council berufen. Er bekleidete das Amt des Generalzahlmeisters, bis er im Rahmen einer neuerlichen Kabinettsumbildung 1889 durch Victor Child Villiers, 7. Earl of Jersey abgelöst wurde. Er selbst wurde im Anschluss 1889 Nachfolger von George Harris, 4. Baron Harris als Unterstaatssekretär im Kriegsministerium (Under-Secretary of State for War) und verblieb in dieser Funktion bis zum Ende von Salisburys Amtszeit am 15. August 1892.

### Weitere militärische und gesellschaftliche Ämter

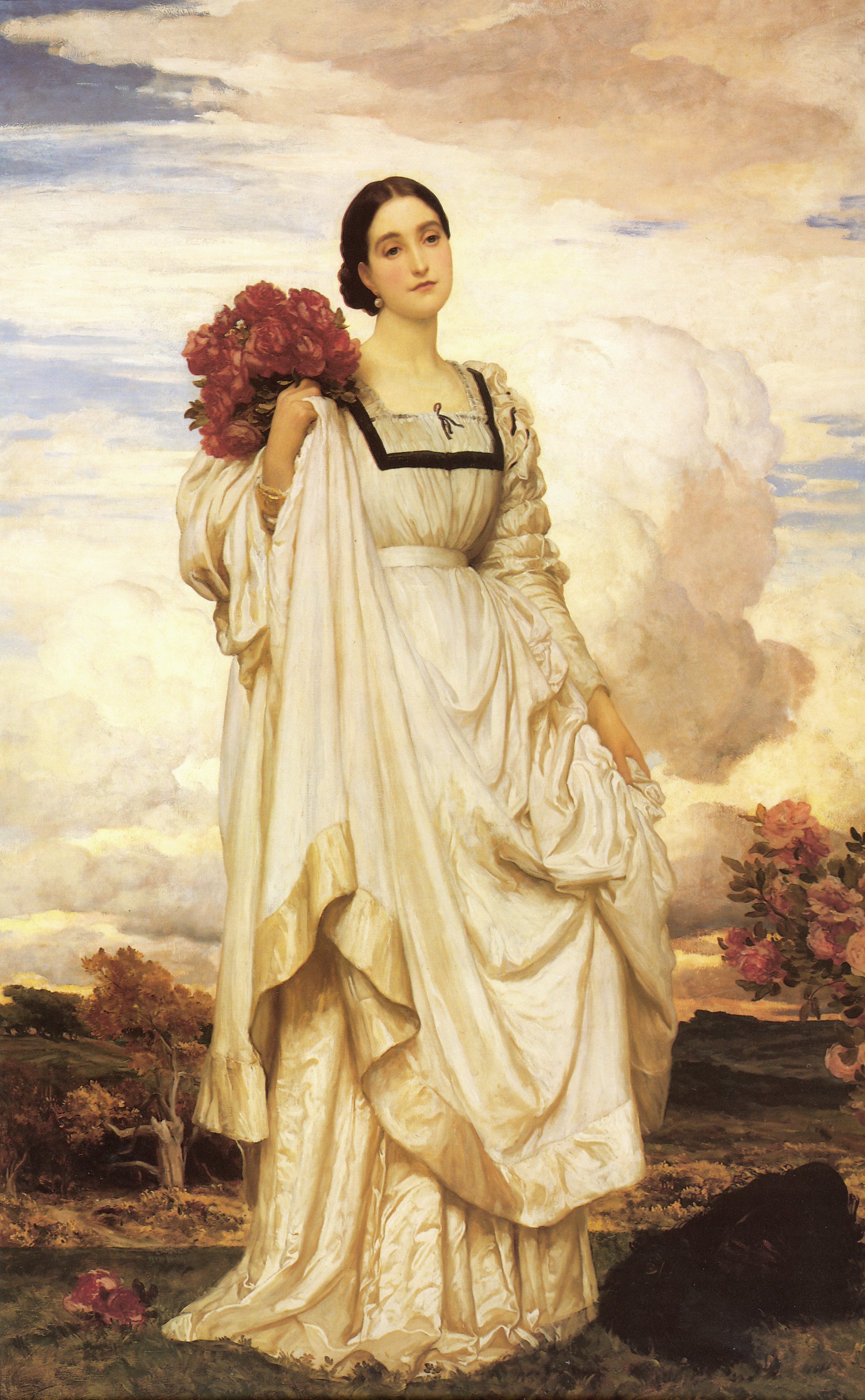
Sarah Elizabeth Beresford, die Ehefrau des Earl Brownlow (Gemälde von 1879)

Zugleich war er zwischen 1889 und 1892 Commanding Officer der Bedfordshire Volunteer Infantry Brigade. Des Weiteren war Earl Brownlow, der zeitweise auch Friedensrichter (Justice of the Peace) sowie Deputy Lieutenant von Hertfordshire war, von 1897 bis 1921 Freiwilliger Aide-de-camp von Königin Victoria, Eduard VII. und Georg V.
Ferner fungierte Earl Brownlow zeitweilig als Honorary Colonel des Hertfordshire Battalion des Bedfordshire Regiment, des 4. Bataillons des Lincolnshire Regiment sowie der Lincolnshire Yeomanry. Weiterhin war er auch Friedensrichter für Shropshire und erhielt für seine langjährigen Verdienste die Royal Naval Volunteer Reserve Officers’ Decoration (VD) sowie wurde 1921 Knight Grand Cross des Royal Victorian Order (GCVO).
Am 22. Juni 1868 heiratete er in Ford Castle in Northumberland Lady Adelaide Chetwynd-Talbot, eine Tochter von Henry Chetwynd-Talbot, 18. Earl of Shrewsbury und dessen Ehefrau Sarah Elizabeth Beresford. Diese Ehe blieb aber kinderlos, so dass sein Earls- und Viscounttitel erlosch. Sein Barons- und Baronettitel fielen an seinen Cousin zweiten Grades Adelbert Cust als 5. Baron.